# Costa Rica en la Copa Mundial de Fútbol
La Selección de fútbol de Costa Rica ha participado seis veces en la Copa del Mundo. Su mejor participación fue en Brasil 2014 donde alcanzó los cuartos de final y finalizando el torneo de forma invicta.

## Italia 1990
Los centroamericanos lograron clasificarse por primera vez a una Copa Mundial de Fútbol. Integrando el Grupo C, los costarricenses debieron enfrentarse a Brasil, Escocia y Suecia. Empezaron el torneo derrotando a los escoceses por 1:0, luego perdieron 0:1 ante el seleccionado brasileño.
En el encuentro final de la primera fase, los centroamericanos lograron revertir el partido ante los suecos y lograron la clasificación a segunda fase, donde fueron eliminados por Checoslovaquia por 1:4.

### Fase de grupos - Grupo C
| Equipo     | Pts | PT | G | E | P | GF | GC | DG |
| ---------- | --- | -- | - | - | - | -- | -- | -- |
| Brasil     | 6   | 3  | 3 | 0 | 0 | 4  | 1  | 3  |
| Costa Rica | 4   | 3  | 2 | 0 | 1 | 3  | 2  | 1  |
| Escocia    | 2   | 3  | 1 | 0 | 2 | 2  | 3  | -1 |
| Suecia     | 0   | 3  | 0 | 0 | 3 | 3  | 6  | -3 |

#### Costa Rica vs. Escocia
| 11 de junio de 1990 | Costa Rica  | 1:0 (0:0) | Escocia | Stadio Luigi Ferraris, Génova                                   |                                                                 |
| 17:00               | Cayasso 49' |           |         | Asistencia: 30 867 espectadores Árbitro(s): Juan Carlos Loustau | Asistencia: 30 867 espectadores Árbitro(s): Juan Carlos Loustau |

#### Brasil vs. Costa Rica
| 16 de junio de 1990 | Brasil     | 1:0 (1:0) | Costa Rica | Stadio delle Alpi, Turín                                |                                                         |
| 17:00               | Müller 33' |           |            | Asistencia: 58 007 espectadores Árbitro(s): Neji Jouini | Asistencia: 58 007 espectadores Árbitro(s): Neji Jouini |

#### Costa Rica vs. Suecia
| 20 de junio de 1990 | Costa Rica               | 2:1 (0:1) | Suecia      | Stadio Luigi Ferraris, Génova                              |                                                            |
| 21:00               | Flores 75' · Medford 88' |           | Ekström 32' | Asistencia: 30 233 espectadores Árbitro(s): Zoran Petrović | Asistencia: 30 233 espectadores Árbitro(s): Zoran Petrović |

### Octavos de final

#### Checoslovaquia vs. Costa Rica
| 23 de junio de 1990 | Checoslovaquia                   | 4:1 (1:0) | Costa Rica   | Stadio San Nicola, Bari                                        |                                                                |
| 21:00               | Skuhravý 12' 63' 82' · Kubík 75' |           | González 54' | Asistencia: 47 673 espectadores Árbitro(s): Siegfried Kirschen | Asistencia: 47 673 espectadores Árbitro(s): Siegfried Kirschen |

## Corea del Sur y Japón 2002

### Fase de grupos - Grupo C
| Equipo     | Pts | PJ | PG | PE | PP | GF | GC | Dif |
| ---------- | --- | -- | -- | -- | -- | -- | -- | --- |
| Brasil     | 9   | 3  | 3  | 0  | 0  | 11 | 3  | 8   |
| Turquía    | 4   | 3  | 1  | 1  | 1  | 5  | 3  | 2   |
| Costa Rica | 4   | 3  | 1  | 1  | 1  | 5  | 6  | -1  |
| China      | 0   | 3  | 0  | 0  | 3  | 0  | 9  | -9  |

#### China vs. Costa Rica
| 4 de junio de 2002 | China | 0:2 (0:0) | Costa Rica             | Estadio Mundialista, Gwangju                               |                                                            |
| 15:30              |       | Reporte   | Gómez 61' · Wright 65' | Asistencia: 27 217 espectadores Árbitro(s): Kyros Vassaras | Asistencia: 27 217 espectadores Árbitro(s): Kyros Vassaras |

#### Costa Rica vs. Turquía
| 9 de junio de 2002 | Costa Rica | 1:1 (0:0) | TUR      | Estadio Munhak, Incheon                                  |                                                          |
| 18:00              | Parks 86'  | Reporte   | Emre 56' | Asistencia: 42 299 espectadores Árbitro(s): Coffi Codjia | Asistencia: 42 299 espectadores Árbitro(s): Coffi Codjia |

#### Costa Rica vs. Brasil
| 13 de junio de 2002 | Costa Rica               | 2:5 (1:3) | Brasil                                                     | Estadio Mundialista, Suwon                                    |                                                               |
| 15:30               | Wanchope 39' · Gómez 56' | Reporte   | Ronaldo 10', 13' · Edmílson 38' · Rivaldo 62' · Júnior 64' | Asistencia: 38 524 espectadores Árbitro(s): Gamal Al-Ghandour | Asistencia: 38 524 espectadores Árbitro(s): Gamal Al-Ghandour |

## Alemania 2006

### Fase de grupos - Grupo A
| Equipo     | Pts | PJ | PG | PE | PP | GF | GC | Dif |
| ---------- | --- | -- | -- | -- | -- | -- | -- | --- |
| Alemania   | 9   | 3  | 3  | 0  | 0  | 8  | 2  | 6   |
| Ecuador    | 6   | 3  | 2  | 0  | 1  | 5  | 3  | 2   |
| Polonia    | 3   | 3  | 1  | 0  | 2  | 2  | 4  | -2  |
| Costa Rica | 0   | 3  | 0  | 0  | 3  | 3  | 9  | -6  |

#### Alemania vs. Costa Rica
| 9 de junio de 2006 | Alemania                             | 4:2 (2:1) | Costa Rica       | Est. de la Copa Mundial, Múnich                              |                                                              |
| 18:00              | Lahm 6' · Klose 17' 61' · Frings 87' | Reporte   | Wanchope 12' 73' | Asistencia: 66 000 espectadores Árbitro(s): Horacio Elizondo | Asistencia: 66 000 espectadores Árbitro(s): Horacio Elizondo |

#### Ecuador vs. Costa Rica
| 15 de junio de 2006                                              | Ecuador                                     | 3:0 (1:0) | Costa Rica | Est. de la Copa Mundial, Hamburgo                        |                                                          |
| 15:09                                                            | C.Tenorio 8' · Delgado 54' · Kaviedes 90+1' | Reporte   |            | Asistencia: 50 000 espectadores Árbitro(s): Coffi Codjia | Asistencia: 50 000 espectadores Árbitro(s): Coffi Codjia |
| Primera clasificación de Ecuador a octavos de final en mundiales |                                             |           |            |                                                          |                                                          |

#### Costa Rica vs. Polonia
| 20 de junio de 2006 | Costa Rica | 1:2 (1:1) | Polonia         | Est. de la Copa Mundial, Hanóver                           |                                                            |
| 16:00               | Gómez 25'  | Reporte   | Bosacki 33' 66' | Asistencia: 43 000 espectadores Árbitro(s): Shamsul Maidin | Asistencia: 43 000 espectadores Árbitro(s): Shamsul Maidin |

## Brasil 2014

### Fase de grupos - Grupo D
| Equipo     | Pts | PJ | PG | PE | PP | GF | GC | Dif |
| ---------- | --- | -- | -- | -- | -- | -- | -- | --- |
| Costa Rica | 7   | 3  | 2  | 1  | 0  | 4  | 1  | 3   |
| Uruguay    | 6   | 3  | 2  | 0  | 1  | 4  | 4  | 0   |
| Italia     | 3   | 3  | 1  | 0  | 2  | 2  | 3  | -1  |
| Inglaterra | 1   | 3  | 0  | 1  | 2  | 2  | 4  | -2  |

#### Uruguay vs. Costa Rica
| 14 de junio de 2014 | Uruguay           | 1:3 (1:0) | Costa Rica                            | Estadio Castelão, Fortaleza                             |                                                         |
| 16:00               | Cavani 24' (pen.) | Reporte   | Campbell 54' · Duarte 57' · Ureña 84' | Asistencia: 58 679 espectadores Árbitro(s): Felix Brych | Asistencia: 58 679 espectadores Árbitro(s): Felix Brych |

#### Italia vs. Costa Rica
| 20 de junio de 2014 | Italia | 0:1 (0:1) | Costa Rica | Arena Pernambuco, Recife                                  |                                                           |
| 13:00               |        | Reporte   | Ruiz 44'   | Asistencia: 40 285 espectadores Árbitro(s): Enrique Osses | Asistencia: 40 285 espectadores Árbitro(s): Enrique Osses |

#### Costa Rica vs. Inglaterra
| 24 de junio de 2014 | Costa Rica | 0:0     | Inglaterra | Estadio Mineirão, Belo Horizonte                            |                                                             |
| 13:00               |            | Reporte |            | Asistencia: 57 823 espectadores Árbitro(s): Djamel Haimoudi | Asistencia: 57 823 espectadores Árbitro(s): Djamel Haimoudi |

### Octavos de final

#### Costa Rica vs. Grecia
| 29 de junio de 2014 | Costa Rica                                  | 1:1 (1:1, 0:0) (t. s.)(5:3 p.) | Grecia                                           | Arena Pernambuco, Recife                                 |                                                          |
| 17:00               | Ruiz 52'                                    | Reporte                        | Sokratis 90+1'                                   | Asistencia: 41 242 espectadores Árbitro(s): Ben Williams | Asistencia: 41 242 espectadores Árbitro(s): Ben Williams |
|                     |                                             | Tiros desde el punto penal     |                                                  |                                                          |                                                          |
|                     | Borges · Ruiz · González · Campbell · Umaña |                                | Mitroglou · Christodoulopoulos · Holebas · Gekas |                                                          |                                                          |

### Cuartos de final

#### Países Bajos vs. Costa Rica
| 5 de julio de 2014 | Países Bajos                          | 0:0 (t. s.)(5 10 p.)       | Costa Rica                                 | Arena Fonte Nova, Salvador                                  |                                                             |
| 17:00              |                                       | Reporte                    |                                            | Asistencia: 51 179 espectadores Árbitro(s): Ravshan Irmatov | Asistencia: 51 179 espectadores Árbitro(s): Ravshan Irmatov |
|                    |                                       | Tiros desde el punto penal |                                            |                                                             |                                                             |
|                    | van Persie · Robben · Sneijder · Kuyt |                            | Borges · Ruiz · González · Bolaños · Umaña |                                                             |                                                             |

## Rusia 2018

### Fase de grupos - Grupo E
| Selección  | Pts | PJ | PG | PE | PP | GF | GC | Dif |
| ---------- | --- | -- | -- | -- | -- | -- | -- | --- |
| Brasil     | 7   | 3  | 2  | 1  | 0  | 5  | 1  | 4   |
| Suiza      | 5   | 3  | 1  | 2  | 0  | 5  | 4  | 1   |
| Serbia     | 3   | 3  | 1  | 0  | 2  | 2  | 4  | -2  |
| Costa Rica | 1   | 3  | 0  | 1  | 2  | 2  | 5  | -3  |

#### Costa Rica vs. Serbia
| 17 de junio de 2018 | Costa Rica | 0:1 (0:0) | Serbia      | Samara Arena, Samara                                        |                                                             |
| 16:00               |            | Reporte   | Kolarov 56' | Asistencia: 41 432 espectadores Árbitro(s): Malang Diedhiou | Asistencia: 41 432 espectadores Árbitro(s): Malang Diedhiou |

#### Brasil vs. Costa Rica
| 22 de junio de 2018 | Brasil                        | 2:0 (0:0) | Costa Rica | Estadio Krestovski, San Petersburgo                       |                                                           |
| 15:00               | Coutinho 90+1' · Neymar 90+7' | Reporte   |            | Asistencia: 64 468 espectadores Árbitro(s): Björn Kuipers | Asistencia: 64 468 espectadores Árbitro(s): Björn Kuipers |

#### Suiza vs. Costa Rica
| 27 de junio de 2018 | Suiza                    | 2:2 (1:0) | Costa Rica                       | Estadio de Nizhni Nóvgorod, Nizhni Nóvgorod                |                                                            |
| 21:00               | Džemaili 31' · Drmić 88' | Reporte   | Waston 56' · Sommer 90+3' (a.g.) | Asistencia: 43 319 espectadores Árbitro(s): Clément Turpin | Asistencia: 43 319 espectadores Árbitro(s): Clément Turpin |

## Catar 2022

### Fase de grupos - Grupo E
| Selección  | Pts | PJ | PG | PE | PP | GF | GC | Dif |
| ---------- | --- | -- | -- | -- | -- | -- | -- | --- |
| Japón      | 6   | 3  | 2  | 0  | 1  | 4  | 3  | +1  |
| España     | 4   | 3  | 1  | 1  | 1  | 9  | 3  | +6  |
| Alemania   | 4   | 3  | 1  | 1  | 1  | 6  | 5  | +1  |
| Costa Rica | 3   | 3  | 1  | 0  | 2  | 3  | 11 | –8  |

#### España vs. Costa Rica
| 23 de noviembre | España                                                                                   | 7:0 (3:0) | Costa Rica | Estadio Al Thumama, Doha                                                           |                                                                                    |
| 19:00           | Olmo 11' · Asensio 21' · F. Torres 31' (pen.), 54' · Gavi 74' · Soler 90' · Morata 90+2' | Reporte   |            | Asistencia: 40 013 espectadores Árbitro(s): Mohammed Abdulla VAR: Abdulla Al-Marri | Asistencia: 40 013 espectadores Árbitro(s): Mohammed Abdulla VAR: Abdulla Al-Marri |

#### Japón vs. Costa Rica
| 27 de noviembre | Japón | 0:1 (0:0) | Costa Rica | Estadio Áhmad bin Ali, Rayán                                                   |                                                                                |
| 13:00           |       | Reporte   | Fuller 81' | Asistencia: 41 479 espectadores Árbitro(s): Michael Oliver VAR: Jérôme Brisard | Asistencia: 41 479 espectadores Árbitro(s): Michael Oliver VAR: Jérôme Brisard |

#### Costa Rica vs. Alemania
| 1 de diciembre | Costa Rica              | 2:4 (0:1) | Alemania                                     | Estadio Al Bayt, Jor                                                             |                                                                                  |
| 22:00          | Tejeda 58' · Vargas 70' | Reporte   | Gnabry 10' · Havertz 73', 85' · Füllkrug 89' | Asistencia: 67 054 espectadores Árbitro(s): Stéphanie Frappart VAR: Drew Fischer | Asistencia: 67 054 espectadores Árbitro(s): Stéphanie Frappart VAR: Drew Fischer |

## Estadísticas finales

### Tabla estadística
|     | Equipo     | PM | Resultados | Resultados | Resultados | Resultados | Resultados | Resultados | Resultados | Resultados | Participación | Participación | Participación | Participación | Participación | Participación | Participación | Participación | Participación | Participación | Participación | Participación | Participación | Participación | Participación | Participación | Participación | Participación | Participación | Participación | Participación |
| Pts | Equipo     | PM | PJ         | PG         | PE         | PP         | Rnd        | GF         | GC         | 30         | 34            | 38            | 50            | 54            | 58            | 62            | 66            | 70            | 74            | 78            | 82            | 86            | 90            | 94            | 98            | 02            | 06            | 10            | 14            | 18            |               |
| --- | ---------- | -- | ---------- | ---------- | ---------- | ---------- | ---------- | ---------- | ---------- | ---------- | ------------- | ------------- | ------------- | ------------- | ------------- | ------------- | ------------- | ------------- | ------------- | ------------- | ------------- | ------------- | ------------- | ------------- | ------------- | ------------- | ------------- | ------------- | ------------- | ------------- | ------------- |
| 28º | Colombia   | 5  | 23         | 18         | 7          | 2          | 9          | 42%        | 26         | 27         |               |               |               |               |               |               | 14º           |               |               |               |               |               |               | 14º           | 19º           | 21º           |               |               |               | 5º            |               |
| 29º | Costa Rica | 4  | 19         | 15         | 5          | 4          | 6          | 42%        | 17         | 23         |               |               |               |               |               |               |               |               |               |               |               |               |               | 13º           |               |               | 19º           | 31.º          |               | 8º            | 29°           |
| 30º | Escocia    | 8  | 19         | 23         | 4          | 7          | 12         | 28%        | 25         | 41         |               |               |               |               | 15º           | 14º           |               |               |               | 9º            | 11º           | 15º           | 19º           | 18º           |               | 27º           |               |               |               |               |               |

### Por rival
| PJ             | PJ                 | PJ | PJ | PJ | PJ | PJ | PJ |
| Equipo         | Mundial            | PJ | PG | PE | PP | GF | GC |
| -------------- | ------------------ | -- | -- | -- | -- | -- | -- |
| Alemania       | 2006 & 2022        | 2  | 0  | 0  | 2  | 4  | 8  |
| Brasil         | 1990 & 2002 & 2018 | 3  | 0  | 0  | 3  | 2  | 8  |
| Checoslovaquia | 1990               | 1  | 0  | 0  | 1  | 1  | 4  |
| China          | 2002               | 1  | 1  | 0  | 0  | 2  | 0  |
| Ecuador        | 2006               | 1  | 0  | 0  | 1  | 0  | 3  |
| Escocia        | 1990               | 1  | 1  | 0  | 0  | 1  | 0  |
| Inglaterra     | 2014               | 1  | 0  | 1  | 0  | 0  | 0  |
| Italia         | 2014               | 1  | 1  | 0  | 0  | 1  | 0  |
| Grecia         | 2014               | 1  | 0  | 1  | 0  | 1  | 1  |
| Países Bajos   | 2014               | 1  | 0  | 1  | 0  | 0  | 0  |
| Polonia        | 2006               | 1  | 0  | 0  | 1  | 1  | 2  |
| Suecia         | 1990               | 1  | 1  | 0  | 0  | 2  | 1  |
| Turquía        | 2002               | 1  | 0  | 1  | 0  | 1  | 1  |
| Uruguay        | 2014               | 1  | 1  | 0  | 0  | 3  | 1  |
| Serbia         | 2018               | 1  | 0  | 0  | 1  | 0  | 1  |
| Suiza          | 2018               | 1  | 0  | 1  | 0  | 2  | 2  |
| España         | 2022               | 1  | 0  | 0  | 1  | 0  | 7  |
| Japón          | 2022               | 1  | 1  | 0  | 0  | 1  | 0  |
| Total          | Total              | 21 | 6  | 5  | 10 | 22 | 39 |

## Rivales por confederación

### Europa (UEFA)
| - Escocia - Suecia - Checoslovaquia - Turquía - Alemania - Polonia - Italia | - Inglaterra - Grecia - Países Bajos - Suiza - Serbia - España |

Total: 13

### América del Sur (Conmebol)
| - Brasil - Ecuador | - Uruguay |

Total: 3

### Asia (AFC)
| - China | - Japón |

Total: 2
- Datos: Q2202104
- Multimedia: Costa Rica at the FIFA World Cup / Q2202104